# 宜宾市
宜宾市（四川话拼音：ȵi2bin1；国际音标：[ȵi21pin55]），古称义宾、戎州、叙州，是中华人民共和国四川省下辖的地级市，位于四川省中南部。
市境东界泸州市，北临自贡市，西接乐山市、凉山州，南邻云南省昭通市。地处四川盆地南缘，东南为云贵高原大娄山区，西部为大凉山区，东北部为川东岭谷区，地势西南高，东北低。
金沙江自西向东横贯市境，于宜宾城区与岷江汇合，长江至此始称“长江”，故宜宾有“万里长江第一城”之称，长江由宜宾至宜昌一段亦称川江。全市总面积13,271平方公里，人口449万，市人民政府驻叙州区。宜宾酿酒业发达，以五粮液为名酒代表，被誉为“酒都”，亦是国家历史文化名城。

## 历史
距今四万年前，市境已有人类生息。距今五、六千年前，市境原始农耕和氏族公社出现。
战国时期（前475年—前221年），僰人聚居，从事农耕和育荔、種薑、植枸等园艺，并开道、筑路、担任译事。西汉高后六年（前182年）建僰道城，汉人增多。西汉昭帝始元元年（前86年）犍为郡郡治迁设今宜宾城区。西汉末管辖12县，扼控西南半壁，宜宾成为今川、滇、黔结合部区域政治、军事、经济、文化中心。隋朝末年置𨚲䣕縣。唐朝时，置戎州。𨚲䣕縣改名义宾县。北宋太平兴国元年（977年），避赵光义讳改为宜宾县。熙宁四年（1071年），宜宾县改为镇，并入僰道县。政和年间，改僰道县为宜宾县。
1911年12月5日，宜宾人民在此地成立了“大汉川南军政府”。此后，宜宾县直属四川省。1949年12月，西南战役期间，郭汝瑰率部在宜宾起义，倒向中华人民共和国政府。1950年1月，设宜宾行政督察区专员公署，属川南行署区。1951年，从宜宾县城区析置宜宾市（县级）。1968年，宜宾专区改为宜宾地区。1996年，设立地级宜宾市，原县级宜宾市改为翠屏区。

## 地理
宜宾位于四川省南部，地处川、滇、黔三省结合部，东临泸州市，南接云南省昭通市，西靠凉山彝族自治州和乐山市，北连自贡市。面积13283平方公里， 其中城市建成区面积55.14平方公里。
宜宾在东经103°36'-105°20' 、北纬27°50'-29°16'之间，东西最大横距153.2公里，南北最大纵距150.4公里。地貌大致分为东北和西南两大部分，东部是海拔500米以下的丘陵区，地面起伏不大；西南部是海拔500－2000米的中低山地，最高点为老君山(2,008米)。

### 自然资源
宜宾的自然资源富集配套，具有较为独特的资源优势。江河水能可开发量为716万KW，土地可开发利用量36.3万亩。探明矿产44种，储量为E级的23种，其中煤炭储量53亿吨，硫铁矿储量15.09亿吨，岩盐矿储量100亿吨，天然气储量252亿立方米，同时，石灰石、方解石、绿宝石、大理石、硅石、铝钒土、铜、铁、磷矿也十分富集。宜宾具有建设大型能源、化工、冶金基地的综合配套优势。
境内动植物种类繁多，拥有高等植物5000多种，动物1000多种，树种有190科、310属、1100余种，其中天然香料植物329种，樟油年产8000吨，占全国的70%，是中国最大的樟油出口基地。全市森林面积510多万亩，森林覆盖率29.6%。全市茶叶产量占全省四分之一，是国家茶叶生产加工的重要基地。同时，宜宾还是长江柑桔带重要基地和四川省优质烤烟基地。
2003年开始，中国以宜宾为依托城市之一，对金沙江水能资源进行梯级开发，陆续开工建设2个世界级大型水电站－溪洛渡水电站和向家坝水电站。在建的溪洛渡水电站和向家坝水电站分别距宜宾市170公里和33公里，装机容量分别为1260万KW和600万KW。
宜宾煤炭资源十分丰富。珙县芙蓉矿区是四川省重要的煤田。目前已开工建设四川最大的煤田—筠连煤田。该煤田煤炭储量28亿吨，建成后将形成年产煤炭810万吨规模，使宜宾成为中国西部又一大型煤炭生产基地。珙县电厂、福溪电厂两个燃煤电厂总装机达840万KW，建成后可进一步提高宜宾的能源供给保障，但也将加重酸雨对宜宾及附近地区的影响的可能性。

### 气候
当地属副熱帶季风氣候，年平均气温17摄氏度，年降雨量1050-1168毫米以上，四季分明，雨热同季。春季回暖早，夏季湿度高，秋季多绵雨，冬季霜雪少，无霜期平均为340多天。
| 宜宾市气象数据（1981年至2010年）             | 宜宾市气象数据（1981年至2010年） | 宜宾市气象数据（1981年至2010年） | 宜宾市气象数据（1981年至2010年） | 宜宾市气象数据（1981年至2010年） | 宜宾市气象数据（1981年至2010年） | 宜宾市气象数据（1981年至2010年） | 宜宾市气象数据（1981年至2010年） | 宜宾市气象数据（1981年至2010年） | 宜宾市气象数据（1981年至2010年） | 宜宾市气象数据（1981年至2010年） | 宜宾市气象数据（1981年至2010年） | 宜宾市气象数据（1981年至2010年） | 宜宾市气象数据（1981年至2010年） |
| 月份                                         | 1月                              | 2月                              | 3月                              | 4月                              | 5月                              | 6月                              | 7月                              | 8月                              | 9月                              | 10月                             | 11月                             | 12月                             | 全年                             |
| -------------------------------------------- | -------------------------------- | -------------------------------- | -------------------------------- | -------------------------------- | -------------------------------- | -------------------------------- | -------------------------------- | -------------------------------- | -------------------------------- | -------------------------------- | -------------------------------- | -------------------------------- | -------------------------------- |
| 历史最高温 °C（°F）                          | 19.6 (67.3)                      | 25.2 (77.4)                      | 32.0 (89.6)                      | 34.5 (94.1)                      | 37.1 (98.8)                      | 37.2 (99.0)                      | 38.0 (100.4)                     | 40.0 (104.0)                     | 38.3 (100.9)                     | 31.0 (87.8)                      | 26.4 (79.5)                      | 19.5 (67.1)                      | 40.0 (104.0)                     |
| 平均高温 °C（°F）                            | 10.5 (50.9)                      | 13.1 (55.6)                      | 17.8 (64.0)                      | 23.4 (74.1)                      | 27.4 (81.3)                      | 29.0 (84.2)                      | 31.5 (88.7)                      | 31.3 (88.3)                      | 27.0 (80.6)                      | 21.6 (70.9)                      | 17.3 (63.1)                      | 11.8 (53.2)                      | 21.8 (71.2)                      |
| 日均气温 °C（°F）                            | 7.9 (46.2)                       | 9.9 (49.8)                       | 13.8 (56.8)                      | 18.8 (65.8)                      | 22.7 (72.9)                      | 24.7 (76.5)                      | 26.9 (80.4)                      | 26.6 (79.9)                      | 23.1 (73.6)                      | 18.4 (65.1)                      | 14.2 (57.6)                      | 9.3 (48.7)                       | 18.0 (64.4)                      |
| 平均低温 °C（°F）                            | 6.0 (42.8)                       | 7.8 (46.0)                       | 11.1 (52.0)                      | 15.5 (59.9)                      | 19.3 (66.7)                      | 21.7 (71.1)                      | 23.7 (74.7)                      | 23.4 (74.1)                      | 20.5 (68.9)                      | 16.4 (61.5)                      | 12.3 (54.1)                      | 7.5 (45.5)                       | 15.4 (59.8)                      |
| 历史最低温 °C（°F）                          | −1.0 (30.2)                      | 0.4 (32.7)                       | 1.1 (34.0)                       | 7.1 (44.8)                       | 10.3 (50.5)                      | 16.0 (60.8)                      | 18.5 (65.3)                      | 17.8 (64.0)                      | 14.5 (58.1)                      | 5.9 (42.6)                       | 3.4 (38.1)                       | −1.4 (29.5)                      | −1.4 (29.5)                      |
| 平均降水量 mm（）                            | 17.1 (0.67)                      | 24.6 (0.97)                      | 34.2 (1.35)                      | 62.0 (2.44)                      | 101.6 (4.00)                     | 154.4 (6.08)                     | 228.7 (9.00)                     | 177.5 (6.99)                     | 107.9 (4.25)                     | 58.5 (2.30)                      | 33.5 (1.32)                      | 17.5 (0.69)                      | 1,017.5 (40.06)                  |
| 平均降水天数（≥ 0.1 mm）                     | 11.2                             | 12.5                             | 13.2                             | 14.1                             | 16.3                             | 17.1                             | 14.7                             | 13.4                             | 16.3                             | 16.6                             | 12.0                             | 10.5                             | 167.9                            |
| 平均相對濕度（％）                           | 85                               | 82                               | 78                               | 75                               | 74                               | 80                               | 81                               | 80                               | 82                               | 84                               | 83                               | 84                               | 81                               |
| 月均日照時數                                 | 32.1                             | 39.6                             | 78.5                             | 116.0                            | 116.9                            | 107.7                            | 147.2                            | 169.0                            | 81.6                             | 53.1                             | 45.8                             | 30.7                             | 1,018.2                          |
| 可照百分比                                   | 10                               | 13                               | 21                               | 30                               | 28                               | 26                               | 35                               | 42                               | 22                               | 15                               | 14                               | 10                               | 23                               |
| 来源1：中国气象局（1971−2000年间的日照数据） |                                  |                                  |                                  |                                  |                                  |                                  |                                  |                                  |                                  |                                  |                                  |                                  |                                  |
| 来源2：中国天气网（1971−2000年间的降水天数） |                                  |                                  |                                  |                                  |                                  |                                  |                                  |                                  |                                  |                                  |                                  |                                  |                                  |

## 政治

### 现任领导
| 机构     | · 中国共产党 · 宜宾市委员会 | 宜宾市人民代表大会 常务委员会 | 宜宾市人民政府 | · 中国人民政治协商会议 · 宜宾市委员会 |
| 职务     | 书记                        | 主任                          | 市长           | 主席                                  |
| -------- | --------------------------- | ----------------------------- | -------------- | ------------------------------------- |
| 姓名     | 方存好                      | 陈政                          |                | 谢杰                                  |
| 民族     | 汉族                        | 汉族                          |                | 汉族                                  |
| 籍贯     | 安徽省寿县                  | 四川省富顺县                  |                | 四川省宜宾市                          |
| 出生日期 | 1976年3月（49歲）           | 1963年11月（61歲）            |                | 1964年2月（61歲）                     |
| 就任日期 | 2022年3月                   | 2021年1月                     |                | 2021年1月                             |

### 历任领导
| 市委书记 - 高万权（1996年12月－2000年12月） - 李敦伯（2001年1月－2004年1月） - 解洪（2004年2月－2006年7月） - 杨冬生（2006年7月－2013年2月） - 王铭晖（2013年2月－2016年6月） - 刘中伯（2016年6月－2022年3月） - 方存好（2022年3月－） | 市长 - 李敦伯（1996年12月－2001年1月） - 刘捷（2001年1月－2003年3月） - 焦伟侠（2003年3月－2006年1月） - 吴光镭（2006年1月－2011年8月） - 徐进（2011年11月－2016年3月） - 杜紫平（2016年3月－2021年9月） - 方存好（2021年9月－2022年4月） - 廖文彬（2022年4月－2025年7月） |

### 行政区划
宜宾市下辖3个市辖区、7个县。
- 市辖区：翠屏区、南溪区、叙州区
- 县：江安县、长宁县、高县、珙县、筠连县、兴文县、屏山县

宜宾临港经济技术开发区是宜宾市设立的国家级经济技术开发区。

## 人口
根据2020年第七次全国人口普查，全市常住人口为4,588,804人。同第六次全国人口普查的4,471,896人相比，十年共增加了116,908人，增长2.61%，年平均增长率为0.26%。其中，男性人口为2,345,750人，占总人口的51.12%；女性人口为2,243,054人，占总人口的48.88%。总人口性别比（以女性为100）为104.58。0－14岁的人口为859,391人，占总人口的18.73%；15－59岁的人口为2,785,223人，占总人口的60.7%；60岁及以上的人口为944,190人，占总人口的20.58%，其中65岁及以上的人口为723,139人，占总人口的15.76%。居住在城镇的人口为2,358,244人，占总人口的51.39%；居住在乡村的人口为2,230,560人，占总人口的48.61%。

### 民族

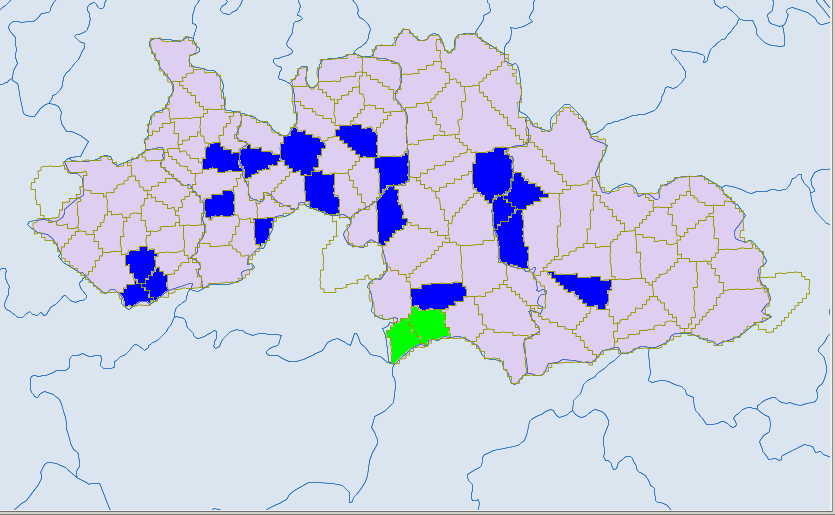
川南各民族乡主体民族的分布: 浅绿色-彝族,蓝色-苗族

以汉族为主，周边山区有彝族、苗族等聚集地，并有少量回、蒙古等民族。全市常住人口中，汉族人口为4,491,081人，占97.87%；各少数民族人口为97,723人，占2.13%。与2010年第六次全国人口普查相比，汉族人口增加109,012人，增长2.49%，占总人口比例下降0.12个百分点；各少数民族人口增加7,896人，增长8.79%，占总人口比例增加0.12个百分点。

### 语言
当地语言除彝语苗语以外，主要使用汉语四川话岷江小片，保留了许多汉语古音（参见宜宾话）。

## 经济

### 经济概況
改革开放以来，全市正由农业大市向工业强市转变。近年来，宜宾市集中力量发展了以五粮液集团公司为龙头的食品工业、以宜宾纸业集团为龙头的造纸工业、以天原化工集团为龙头的化学工业、以双三建材股份有限公司为龙头的建材工业，同时把宜宾丝丽雅集团公司和八九九厂作为新的增长点重点扶持，形成了以酿酒为特色的食品、化工、轻纺、建材为支柱的，具有宜宾区域特色的产业结构。　
宜宾是世界银行咨询报告确定的21世纪长江流域最具投资价值的25个城市之一。地区生产总值：2005年366亿元，2009年724亿元，增长14.9%，实现四年翻一番。工业成为支柱，并开工启动千亿级临港经济区。
在工业方面，完成规模以上工业增加值350.6亿元，居全省第4位，增长23%。实现利税134亿元，居全省第2位，增长20%，其中利润85亿元，增长21%。在农业方面，全年实现农业总产值202.51亿元，增长5%；粮食总产量连续3年创历史新高。在第三产业方面，全年实现旅游总收入83.5亿元，增长50.1%，居全省第3位。预计完成社会消费品零售总额254.3亿元，增长18.79%。

### 产业布局
宜宾市支柱产业有食品、能源、化工、化纤、机械、造纸、建材等；全市設有三大国家定点试验区，即大林业开发、水利水电改革发展、生态农业开发；另設有十大商品农业基地，即粮油、林竹、畜牧、茶叶、柑桔、烤烟、高粱、蚕桑、油樟及甘蔗。
目前全市有十三个工业集中区，包括五粮液食品工业集中区（位于翠屏区）、盐坪坝纺织工业集中区（位于翠屏区）、白沙工业集中区（位于翠屏区）、象鼻工业集中区（位于翠屏区）、向家坝工业集中区（位于宜宾县）、阳春坝工业集中区（位于江安县）、罗龙工业集中区（位于南溪区罗龙街道）、长宁县工业集中区（位于长宁县）、福溪工业集中区（位于高县月江镇）、巡司工业集中区（位于筠连县巡司镇）、余箐工业集中区（位于珙县巡场镇）、太平工业集中区（位于兴文县太平镇）及新发工业集中区（位于屏山县）。
宜賓是四川酒类食品生產基地之一，以五粮液集团为龙头，以高洲酒业集团、红楼梦酒业集团、叙府酒业、叙府茶业、竹海酒业、华夏酒业、汇宝食品等重点企业为代表的食品饮料业，是宜宾市头号支柱产业。宜宾有独特的自然条件、悠久的酿酒历史和丰富的酿酒人才，全国80%的白酒企业都与宜宾有密不可分的关系，这就是宜宾盛产美酒的优势。
宜賓也是四川的综合能源基地之一，依托金沙江水电开发、筠连煤田开发、岷江水电开发，以中国三峡总公司、中国华电、中电国际、川煤芙蓉集团、川南煤业等重点企业为代表的能源电力产业，已经开工建设的向家坝水电站、珙县电厂、筠连煤田，09年即将开工的福溪电厂，计划开工的岷江流域航电开发将是宜宾市综合能源产业的新兴骨干项目。
宜賓也是四川的化工轻纺基地之一，以天原集团、丝丽雅集团为龙头，以天蓝化工、中正化学公司、天科煤化工、昌宏化工、海丰和锐、双赢化工等重点企业为代表的化工产业聚集企业；以惠美线业、长毅浆粕、长信实业、凯华丝绸、浪莎集团等重点企业为代表的化纤纺织行业聚集企业。
宜賓也是四川的机械制造基地之一，以普什集团为龙头，以岷江集团、惊雷科技、富源设备、三江机械、宜宾纸机、天工机械等重点企业为代表的机械装备行业共聚集企业。

### 就业情况
2008年末，城镇单位在岗职工30.09万人，比上年末增加0.73万人，增长2.48%。其中，国有单位比上年末增加0.12万人，集体单位减少0.75万人，其他经济单位增加1.37万人。乡村从业人员261.47万人，比上年末增加1.92万人。年末实有城镇登记失业人员1.95万人，城镇登记失业率4.08%。全年城镇新增就业人数4.96万人（扣除自然减员人数后），“4050”等就业困难对象再就业人数0.8万人，帮助608户城镇“零就业”家庭成员实现再就业。　

## 交通

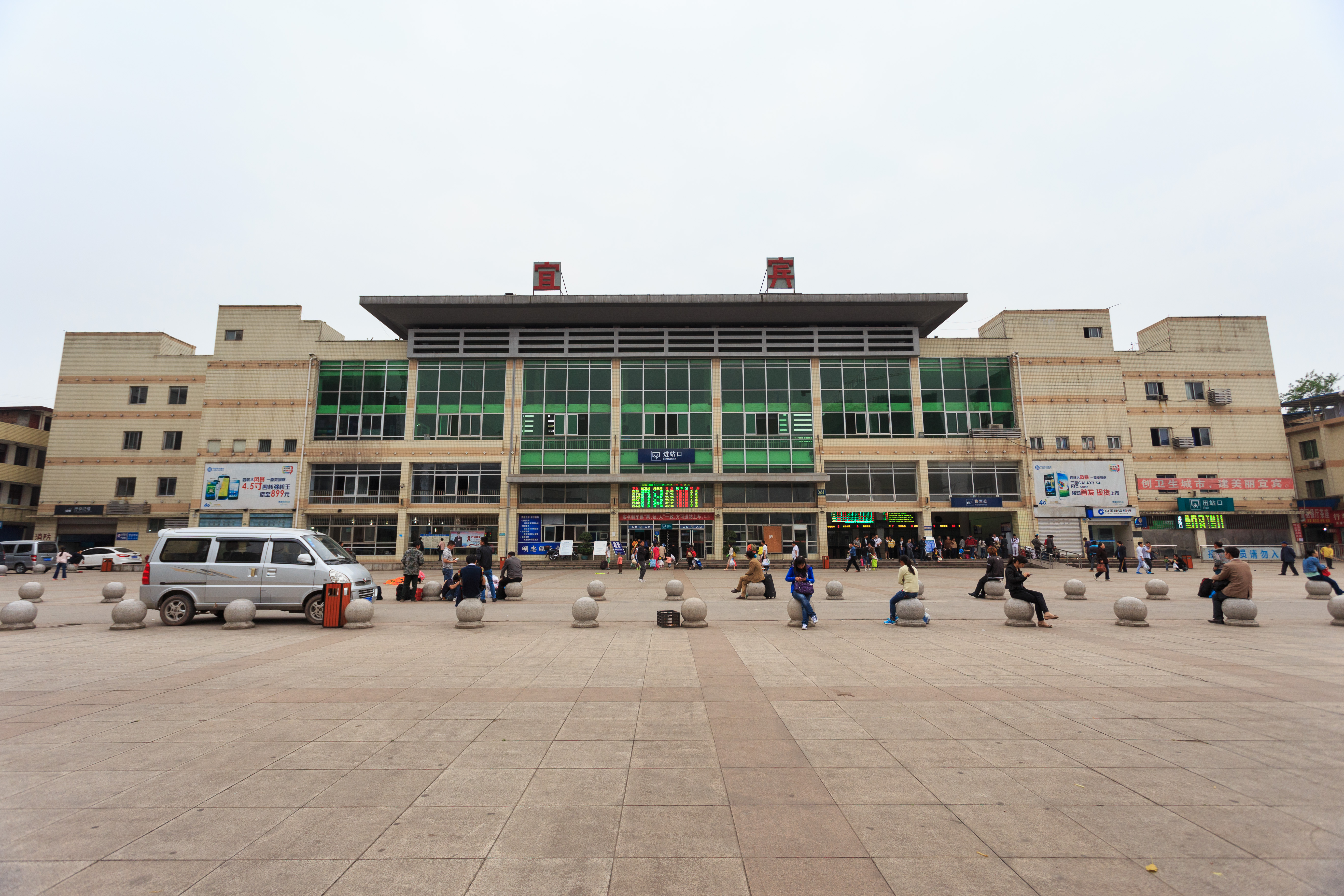
宜宾站

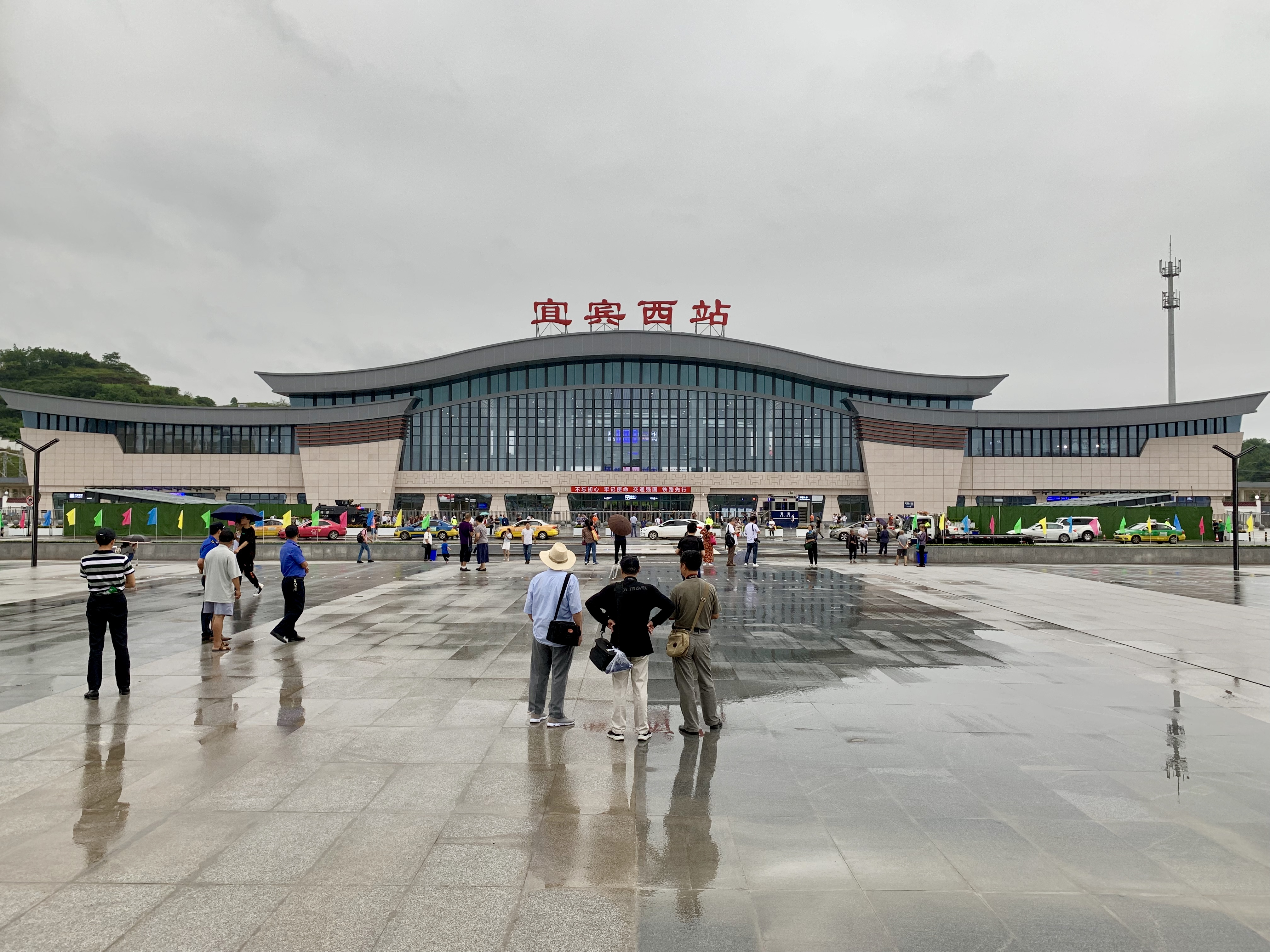
宜宾西站

宜宾具有良好的区位优势和良好的交通条件。

### 公路
全市公路总里程4089公里，其中等级公路2738公里，占66.96％，水泥路817公里，占19.5％。通公路的行政村占82.7％。103公里的内宜高速公路与成渝高速公路相连，宜宾-水富（云南）的高速路已建成通车，G93成渝环线高速乐山-宜宾-泸州-重庆段也于2012年12月26日全线通车。
经过境内的国道有： 213国道、 353国道、国道主干线GZ40。
高速公路已建成通车的有 内宜高速（北接 成渝高速），宜昆高速（宜宾—昆明）： 乐宜高速（乐山—宜宾）： 宜泸高速（宜宾—泸州），宜叙高速(宜宾-叙永)。正在建设的有： 宜昭高速(宜宾-昭通)， 宜毕高速(宜宾-毕节)，宜宾绕城高速计划建设的有金沙江沿江高速（宜宾—西昌—攀枝花），宜遵高速（宜宾—遵义），宜荣仁高速(宜宾-荣县-仁寿)，南富内高速(南溪-富顺-内江)。
成（都）宜（宾）高速已于2020年12月31日正式通车。

### 航空
宜宾菜坝机场属4C级军民合用机场，可全天候起降波音737等中程飞机，已开通飞往国内大中城市近20条航线。2012年宜宾机场宣布将迁至翠屏区宗场乡进行重建。新建成的宜宾五粮液机场于2019年12月投入使用，原有的菜坝机场同时停运。

### 水运
宜宾水运资源得天独厚，有金沙江、岷江、长江三江为主干道和6条支流形成的水运网络，内河航道565公里。宜宾港集装箱码头也将投入建设，远期（2030年）将建好形成年吞吐400万标准箱的能力。
岷江和金沙江在宜宾市区汇合始称长江，以宜宾市区为中心，沿岷江西北而去可至四川乐山，沿金沙江向西南而行可抵云南水富，沿长江东下可达上海。宜宾市境内有河道10余条，通航里程963.3公里。
- 2007年3月，总投资2.5亿元，长江干线叙泸航道整治开工，将达到3级航道的标准，3000吨级的船队和千吨级船舶可以24小时昼夜畅通无阻，且可从宜宾港可直达上海港。
- 2008年6月，万吨巨轮“巨航89号”（轮船自重2000多吨，可装载货物8700余吨）驶入宜宾，成为驶入长江航道宜宾水域的最大船舶。
- 2008年9月，宜宾至上海2688公里长江航道，全部实现昼夜通航。
- 2008年12月31日，“万里长江第一港”——宜宾港志诚综合作业区正式开工建设，将成为四川最大的港口综合作业区。宜宾港依托长江、金沙江两条水运主通道，建设以志诚综合作业区为中心，以豆坝、小岸坝、安阜、罗龙、阳春坝5个重大型专用码头为支撑，以20余个区域性客货码头为补充的内河枢纽港体系。志诚综合作业区总投资达13亿元，规划建成1000吨级集装箱泊位11个、1000吨级杂件泊位2个、1000吨级滚装泊位2个、工作船泊位1个，年通过能力集装箱100万标箱。

### 铁路
已建成电气化铁路干线内昆铁路（北接成渝铁路、南接沪昆铁路），地方铁路宜珙铁路、金筠铁路。
2009年确定建设成贵高速铁路，2013年年底乐山-贵阳段正式开工。乐山至宜宾西段已于2019年6月15日通车，宜宾西至贵阳东段于2019年12月通车，该线路实现从宜宾直达成都双流国际机场和成都市区，并在贵阳东站与贵广客运专线连接，快速抵达珠三角地区，形成成都-广州的出海大通道。2023年12月26日成宜高速铁路正式开通，该线路是四川省首条设计时速350千米/小时的高速铁路，是“八纵八横”高速铁路主通道之一“京昆通道”的重要组成部分，成宜高铁由成都东站经成都天府国际机场站、自贡站至宜宾东站（宜宾东站至宜宾站纳入渝昆高速铁路）。
将于近期开工的有渝昆高速铁路。

### 電車

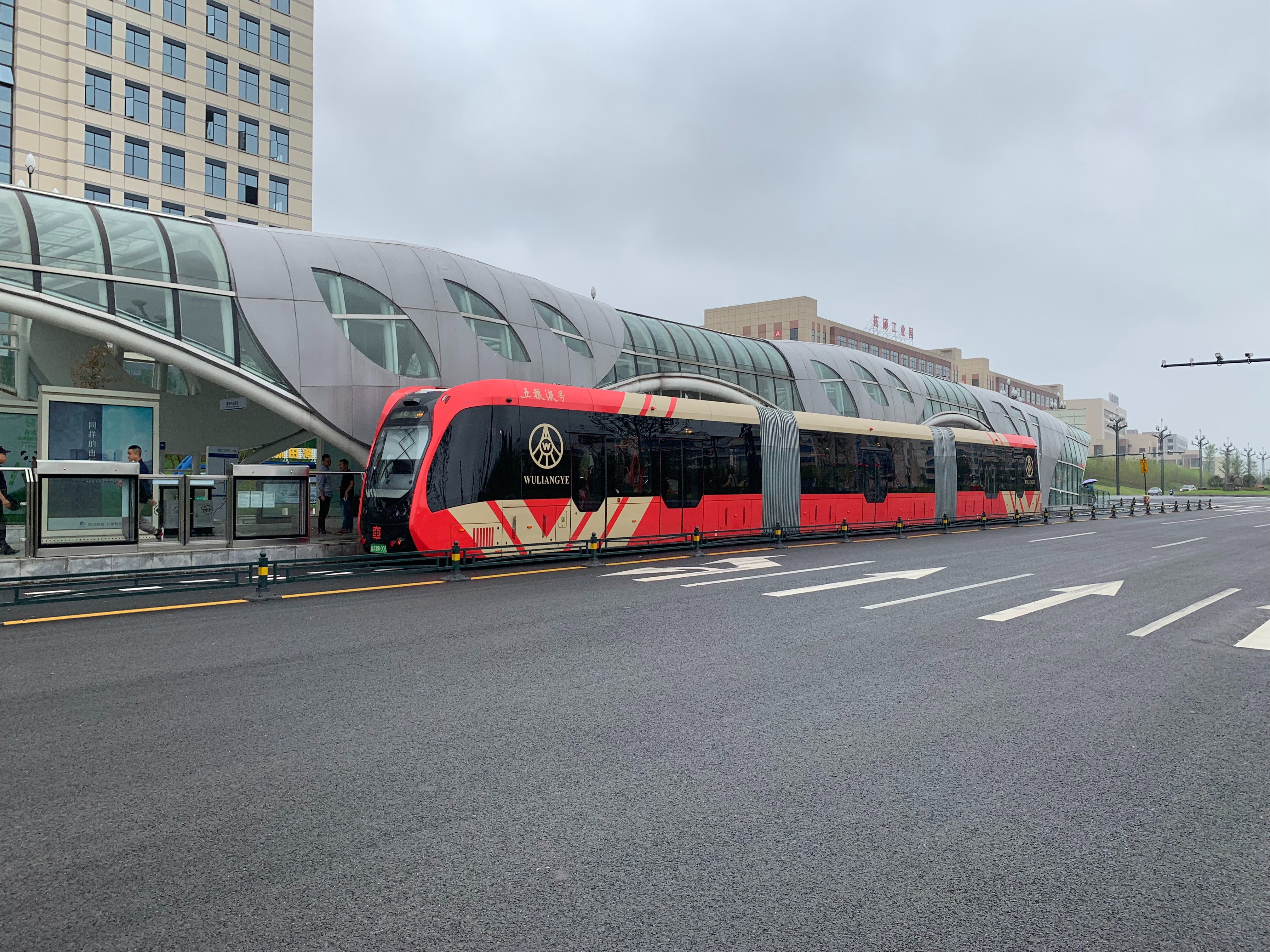
宜宾轨道交通T1线列车位于四川宜宾市，圖為位於智軌產業園站，更新于2019年6月

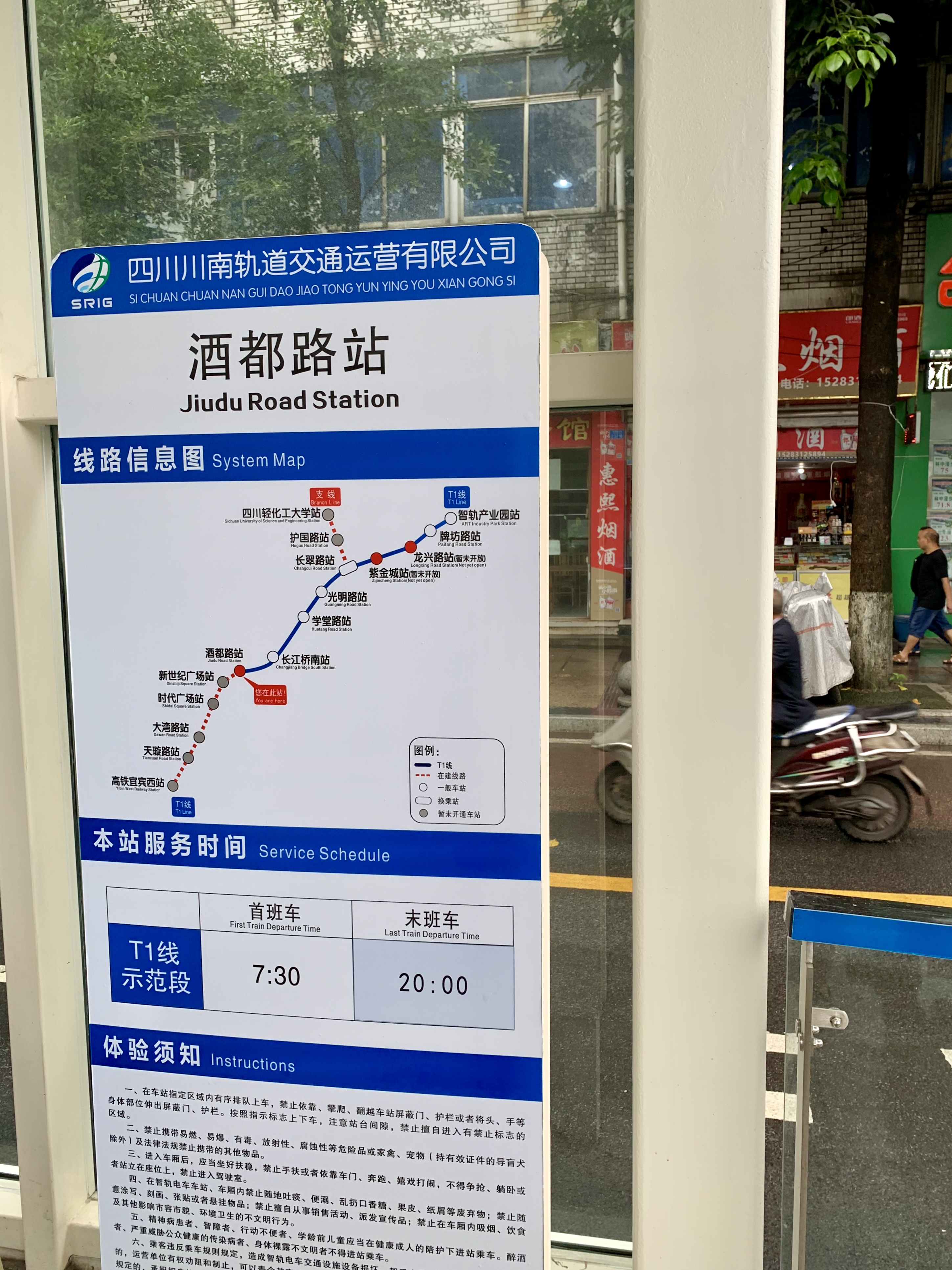
宜宾轨道交通T1线及其支线近期线路图，圖為位于宜宾智轨酒都路站站台，更新于2019年6月

- 宜宾轨道交通T1线位於四川省宜宾市境內，T1线為虛擬鐵軌列車。其中智軌產業園站、牌坊路站、長翠路站、光明路站、學堂路站、長江橋南站以及酒都路站啟用於2019年6月10日，龍興路站以及紫金城站啟用於2019年10月5日，新世紀廣場站、時代廣場站、大灣路站、天璇路站、高鐵宜賓西站、四川輕化工大學站以及新樓路站啟用於2019年12月5日，T1线分主支線運營：
  - 主線：智軌產業園站(此站為終點站。)-牌坊路站-龍興路站-紫金城站-長翠路站(與支線交會車站。)-光明路站-學堂路站-長江橋南站-酒都路站-新世紀廣場站-大灣路站-天璇路站-高鐵宜賓西站(此站為終點站，與成贵客运专线宜宾西站共站。)。
  - 支線：成都工業學院站(此站為終點站。)-成都理工大學站-四川外國語大學站-四川輕化工大學站-新樓路站-長翠路站(此站為終點站，與主線交會車站。)。

### 发展目标
围绕“一道、二港、三铁、四路、五码头、六高速”建设目标，全力推进铁、公、水、空立体交通网络的规划和建设，着力构建大交通、大通道、大动脉，为把宜宾建成长江上游川滇渝黔结合部综合交通枢纽。

## 旅游
宜宾是国家历史文化名城，四川旅游环线上的重点城市。全市旅游资源十分丰富、独特，人文景观和自然景观遍及全市。市内有国家级风景名胜区2处，省级风景名胜区9处，全国重点文物保持单位3处，省级重点文物保护单位23处，市级重点文物保护单位14处，县级重点文物保护单位126处。蜀南竹海是以竹景为主要特色的国家4A级风景名胜区，是“中国旅游胜地四十佳”之一，与世界地质公园石海洞乡，国家重点文物保护单位珙县僰人悬棺、江安夕佳山川南民俗博物馆并称为“蜀南四绝”。
古镇李庄于1939年至1947年曾被多所大學及中央科研機構當作抗战時期的大後方據點，包括国立同济大学、中央研究院、中央博物院、中央营造学社、中国大地测量所、金陵大学文科研究所等，陆续从北京、南京、上海等地辗转内迁李庄镇。梁思成的《中国建筑史》就诞生在李庄镇，镇内有体现明清建筑特点的庙宇、殿堂、古戏楼、古街道、古民居；有很高古文化欣赏价值的慧光寺、玉佛寺、东岳庙等“九宫十八庙”；有被建筑大师梁思成先生称为“梁柱结构之优、颇足傲于当世之作”的旋螺殿，与“奎星阁”、“白鹤窗”、“九龙石碑”共称古镇四绝。

### 全国重点文物保护单位
- 僰人悬棺葬
- 真武山古建筑群
- 夕佳山民居
- 黄伞崖墓群
- 石城山崖墓群
- 旋螺殿
- 隘口石坊
- 中国营造学社旧址
- 五粮液老窖池遗址
- 七个洞崖墓群
- 南广河流域崖墓群及石刻
- 旧州塔
- 楞严寺
- 南溪城墙
- 宜宾大观楼

- 大观楼
- 真武山古建筑群——玄祖殿
- 李庄中国营造学社旧址
- 李庄禹王宫，同济大学旧址

### 特产
五粮液、筠连红茶、南溪豆腐干、宜宾芽菜、宜宾燃面、宜宾早茶、沙河豆腐、川红功夫茶、筠连苦丁茶、兴文方竹笋、李庄白肉、李庄白糕等。

## 文化卫生
宜宾文化事业不断发展， 全市有艺术表演团体5个，公共图书馆9个，群众艺术馆、文化馆11个，文物、博物馆10个，剧场6个。广播人口有效覆盖率达94%，电视人口综合覆盖率达90%。
宜宾历史悠久、文物众多，解放后曾出土“建设马门溪龙”和“珙县石碑龙”，现存地面文物2400多处，有国家重点文物保护单位3个，省文物保护单位23个，市文物保护单位14处，县文物保护单位126处。具有地方特色的文化成果，有僰文化（參見：僰文？）研究、酒文化研究、竹文化研究、阳翰笙研究以及铜鼓文化、岩墓文化、木刻印书、苗乡风情及夕佳山民俗风情文化等。宜宾城区具有以真武山庙群、翠屏山千佛寺、哪吒行宫为代表的宗教园林文化，以城区4座公园和著名城市人工林为代表的山水园林文化，以五粮液集团公司厂区建筑为代表的企业园林文化，以江北文化广场、南岸文化广场、三江路雕塑、水东门景区、合江门广场、城区街景等组成的城市园林文化。
宜宾卫生事业健康发展，全市有卫生医疗机构1737个，病床位9769张，专业卫生技术人员1.3万人。全市平均每万人拥有医生14.4人，医疗床位19张。市一、二医院已分别建成国家"三级乙等"和"三级甲等"医院。

## 教育科技
宜宾市全面实施9年制义务教育。市内有各级各类学校2,811所，其中全日制大学2所，电大1所，中专和职业学校41所，社会办学机构995所。全市各类学校在校生76万人，学龄儿童入学率98.98%。全市实施「科技兴宜」政策，強調科技创新和开发利用，有被国家正式批准授予专利权的科技成果648项，其中国家奖3项。民营科技机构146家。
宜宾市第一中学
在2016年以前，宜宾市内高等教育发展缓慢，当地只有2001年宜宾学院一所本科院校及宜賓職業技術學院一所专科学校；随着中共宜宾市委、宜宾市人民政府提出“科教兴市、人才强市”战略，宜宾市开始吸引各地高等院校前来合作，建设大学城，以引进高水平高等教育资源，培养高端专业人才，同时改善全市人口结构。在宜宾办学的高校也不断增加，四川轻化工大学、成都理工大学、西华大学等本科院校相继前来宜宾设立校区。

## 特产
五粮液、尖庄、宜宾酒：中国地理标志产品。